# Ханой (аеропорт)
Міжнародний аеропорт Нойбай (в'єт. Sân bay Quốc tế Nội Bài), (IATA: HAN, ICAO: VVNB) — аеропорт спільного базування, розташований за 45 кілометрів від центру в'єтнамської столиці Ханоя.
Перший у північній частині країни і третій у всьому В'єтнамі аеропорт за річним пасажиропотоком.

## Інфраструктура та загальні відомості
Незважаючи на статус повітряної гавані столиці країни, Міжнародний аеропорт Нойбай займає останнє місце серед трьох міжнародних аеропортів В'єтнаму як за показником пасажирообігу, так і за кількістю операцій злетів і посадок літаків на рік. У даний час розглядається проект будівництва нового міжнародного аеропорту Ханоя.
Міжнародний аеропорт Нойбай експлуатує дві злітно-посадкові смуги:
- 11R/29L довжиною 3800 метрів з бетонним покриттям, обладнану за категорією CAT II (відкрита у серпні 2006 року)
- 11L/29R довжиною 3200 метрів з бетонним покриттям, обладнану за категорією CAT I.

Відстань між злітно-посадковими смугами складає всього 250 метрів, тому в аеропорті діє ряд обмежень на одночасне використання обох ЗПС. Відповідно до стандартів безпеки організації ІКАО максимальна пропускна здатність Міжнародного аеропорту Нойбай становить 10 мільйонів пасажирів на рік.

## Віхи розвитку аеропорту
- 7 квітня 2005 року. В аеропорту почала роботу Tiger Airways — перша авіакомпанія-дискаунтер на ринку пасажирських перевезень країни. Регулярні рейси авіакомпанії спочатку виконувалися тричі на тиждень з Сингапура у Ханой.
- 17 жовтня 2005 року. Ще один бюджетний перевізник AirAsia відкрив регулярне пряме сполучення між Ханоєм і Бангкоком.
- 2 вересня 2007 року. У Міжнародному аеропорту Нойбай зробив посадку найбільший у світі пасажирський лайнер Airbus A380 авіакомпанії Singapore Airlines. Аеропорт отримав сертифікацію на обслуговування літаків даного класу.
- У середині 2010 року національна авіакомпанія В'єтнаму Vietnam Airlines вступила у глобальний авіаційний альянс пасажирських перевезень SkyTeam. Міжнародний аеропорт Нойбай увійшов до списку вузлових аеропортів) альянсу[3].

У 2008 році послугами аеропорту скористалося близько 8 мільйонів пасажирів.

## Авіакомпанії й пункти призначення

### Авіарейси

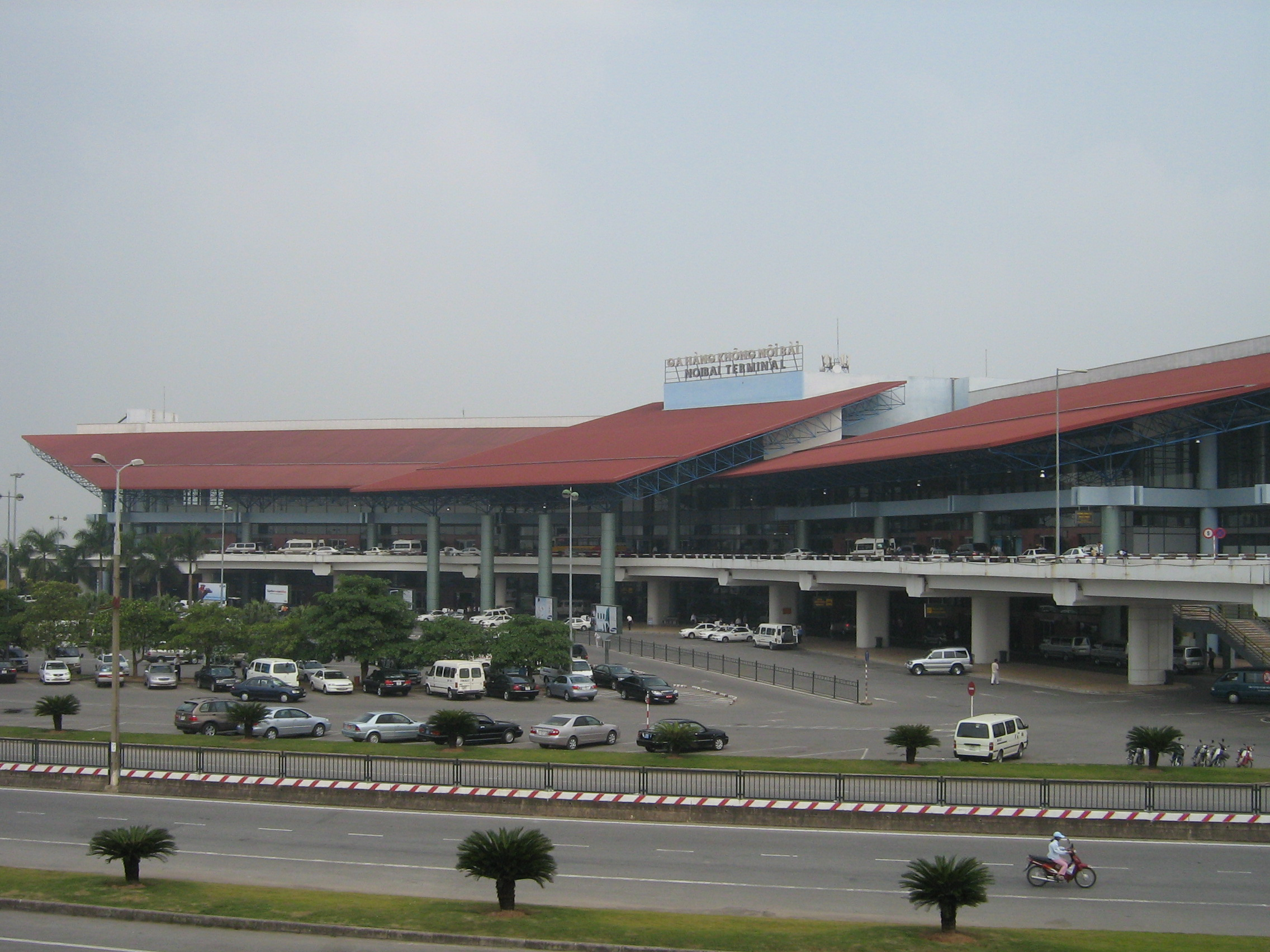
Пасажирський термінал аеропорту

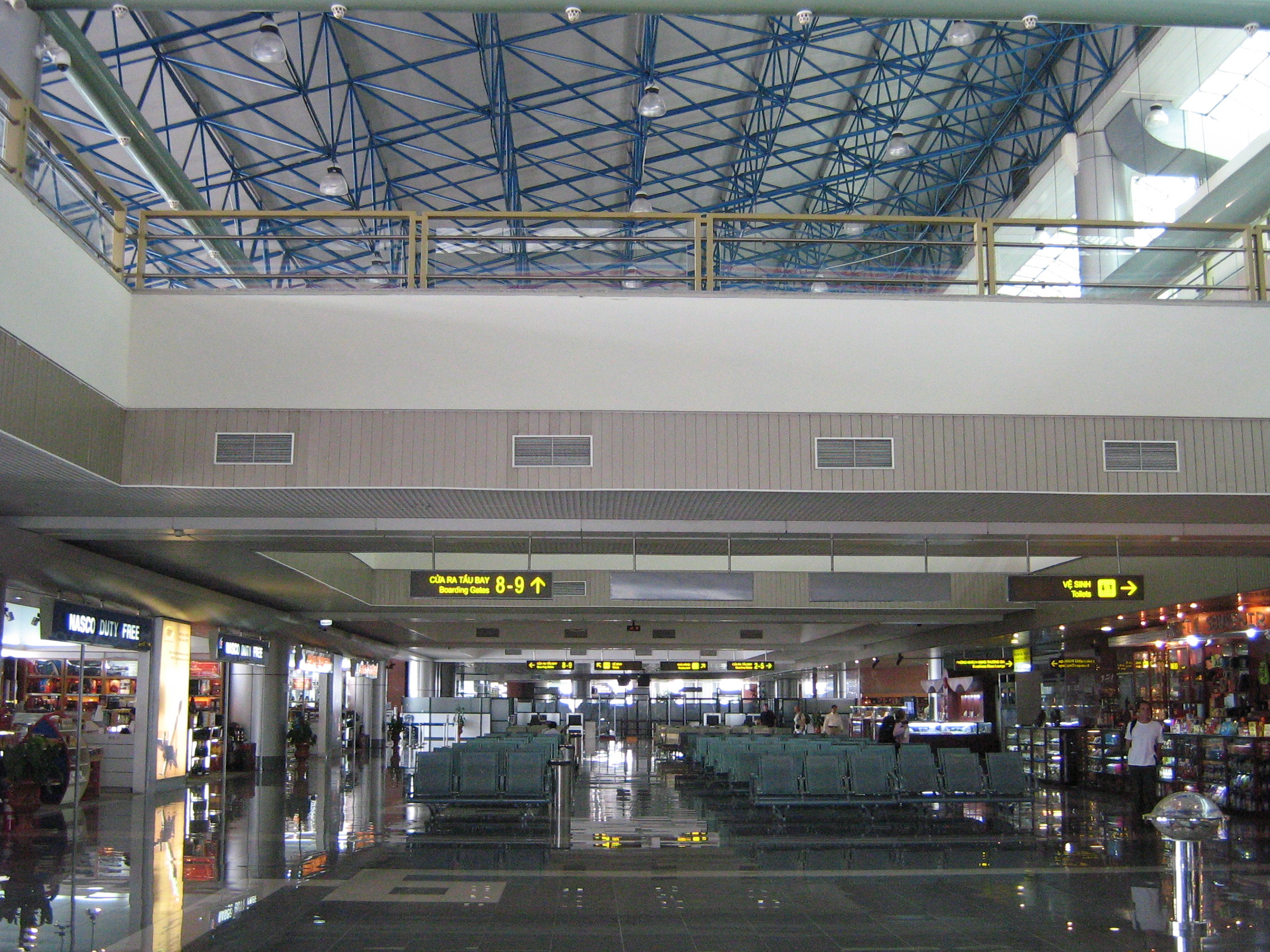
Усередині пасажирського терміналу

Аеропорт експлуатує один пасажирський термінал і розробляє план будівництва другого будівлі терміналу. Станом на червень 2010 року в аеропорту Нойбай працювали наступні авіакомпанії:
| Авіакомпанія               | Місто прибуття (аеропорт) | Сектор |
| -------------------------- | --- | ------ |
| Aeroflot                   | Москва (Шереметьєво) | B      |
| Air Mekong                 | D |        |
| AirAsia                    | Куала-Лумпур | B      |
| Asiana Airlines            | Сеул (Інчхон) | B      |
| China Airlines             | Тайбей (Таоюань) | A      |
| China Southern Airlines    | Пекін (Столичний), Гуанчжоу | B      |
| Czech Airlines             | Прага |        |
| Dragonair                  | Гонконг | A      |
| EVA Air                    | Гаосюн, Тайбей (Таоюань) | A      |
| Hainan Airlines            | Хайку | A      |
| Hong Kong Airlines         | Гонконг | A      |
| Japan Airlines             | Токіо (Наріта) | B      |
| Jetstar Pacific Airlines   | Дананг, Хошімін 'Сезонні': Нячанг | D      |
| Korean Air                 | Сеул (Інчхон) | A      |
| Lao Airlines               | Луангпхабанг, В'єнтьян | A      |
| LOT Polish Airlines        | Варшава | A      |
| Malaysia Airlines          | Куала-Лумпур | B      |
| Qatar Airways              | Бангкок (Суваннапум), Доха | A      |
| Shanghai Airlines          | Шанхай (Пудун) | A      |
| Singapore Airlines         | Сингапур | B      |
| Thai AirAsia               | Бангкок (Суваннапум) | B      |
| Thai Airways International | Бангкок (Суваннапум) | B      |
| Tiger Airways              | Сингапур | B      |
| Uni Air                    | Гаосюн | A      |
| Vietnam Airlines           | Бангкок (Суваннапум), Пекін (Столичний), Пусан, Гуанчжоу, Франкфурт, Фукуока, Гонконг, Куала-Лумпур, Куньмін, Москва (Домодєдово), Луангпхабанг, Нагоя (Центральний), Осака (Кансай), Париж (Шарля де Голля), Сеул (Інчхон), Шанхай (Пудун), Сьемріп, Сінгапур, Тайпей (Таоюань), Токіо (Наріта), В'єнтьян, Янгон | C      |
| Vietnam Airlines           | Буонметхуот, Кантхо, Чула, Далат, Дананг, Дьен Бьен Фу, Донгхой, Хошимін, Хюе, Нячанг, Куїнн, Плейку, Туйхоа, Вінь | D      |
| Vladivostok Air            | Владивосток | A      |

## Вантажні авіакомпанії
| Авіакомпанія             | Місто прибуття (аеропорт)                    |
| ------------------------ | -------------------------------------------- |
| Cathay Pacific Cargo     | Гонконгу                                     |
| China Airlines Cargo     | Хошимін, Тайбей (Таоюань)                    |
| EVA Air Cargo            | Тайбей (Таоюань)                             |
| Korean Air Cargo         | Сеул (Інчхон), Сінгапур                      |
| Lufthansa Cargo          | Франкфурт                                    |
| Singapore Airlines Cargo | Сингапур                                     |
| Trai Thien Air Cargo     | Гуанчжоу, Хошімін, Гонконг, Тайбей (Таоюань) |